# 皮尔 (南达科他州)

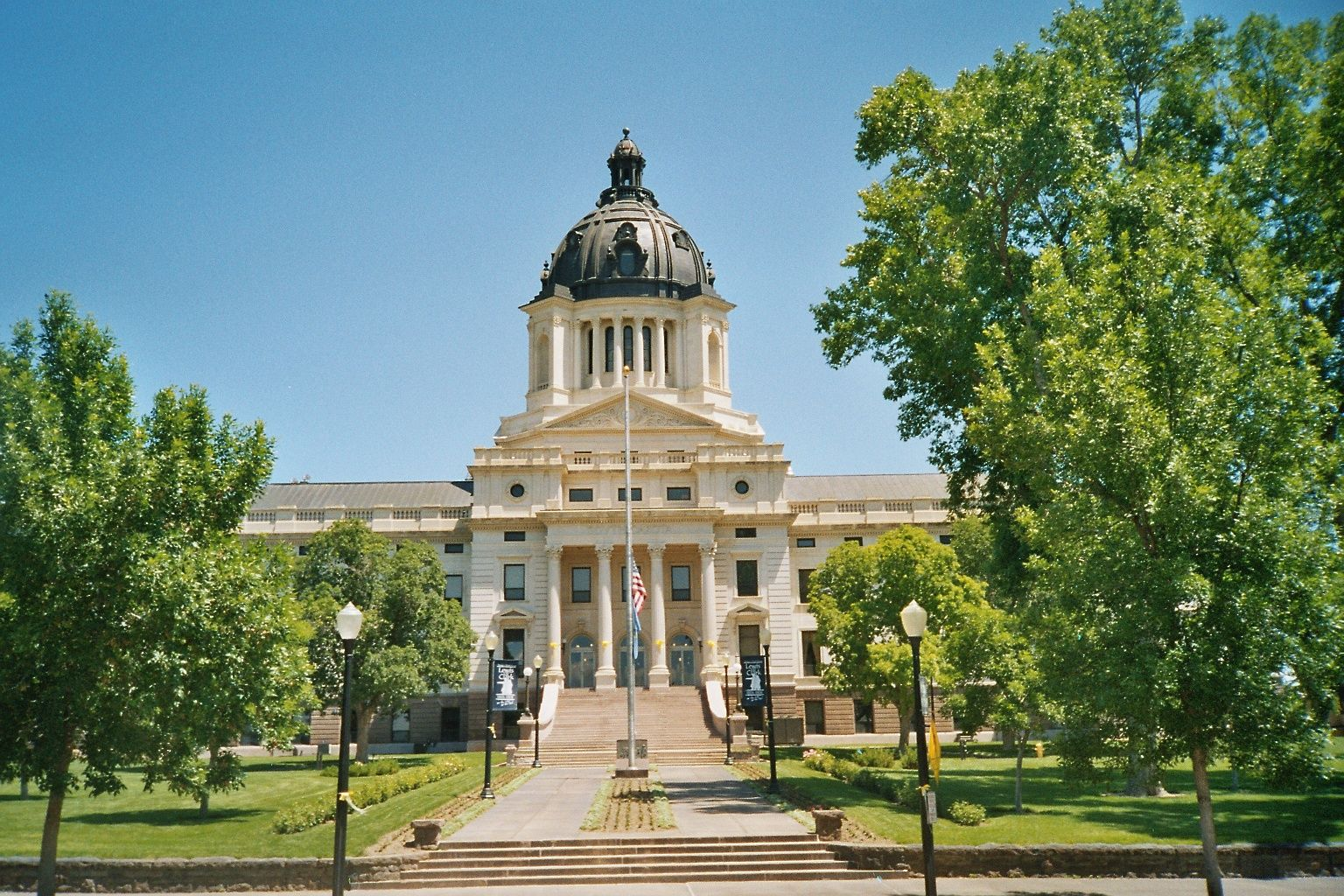
州議會大樓

皮爾（英語：Pierre，/pɪər/，PEER）是美國南達科他州首府、休斯縣縣治。位於該州中部、密蘇里河畔。根据2000年美國人口普查，人口為13,876 人，是美國人口第二小的州府。
44°22′06″N 100°21′04″W / 44.36836°N 100.35114°W